# Бодгісаттва Самантабхадра

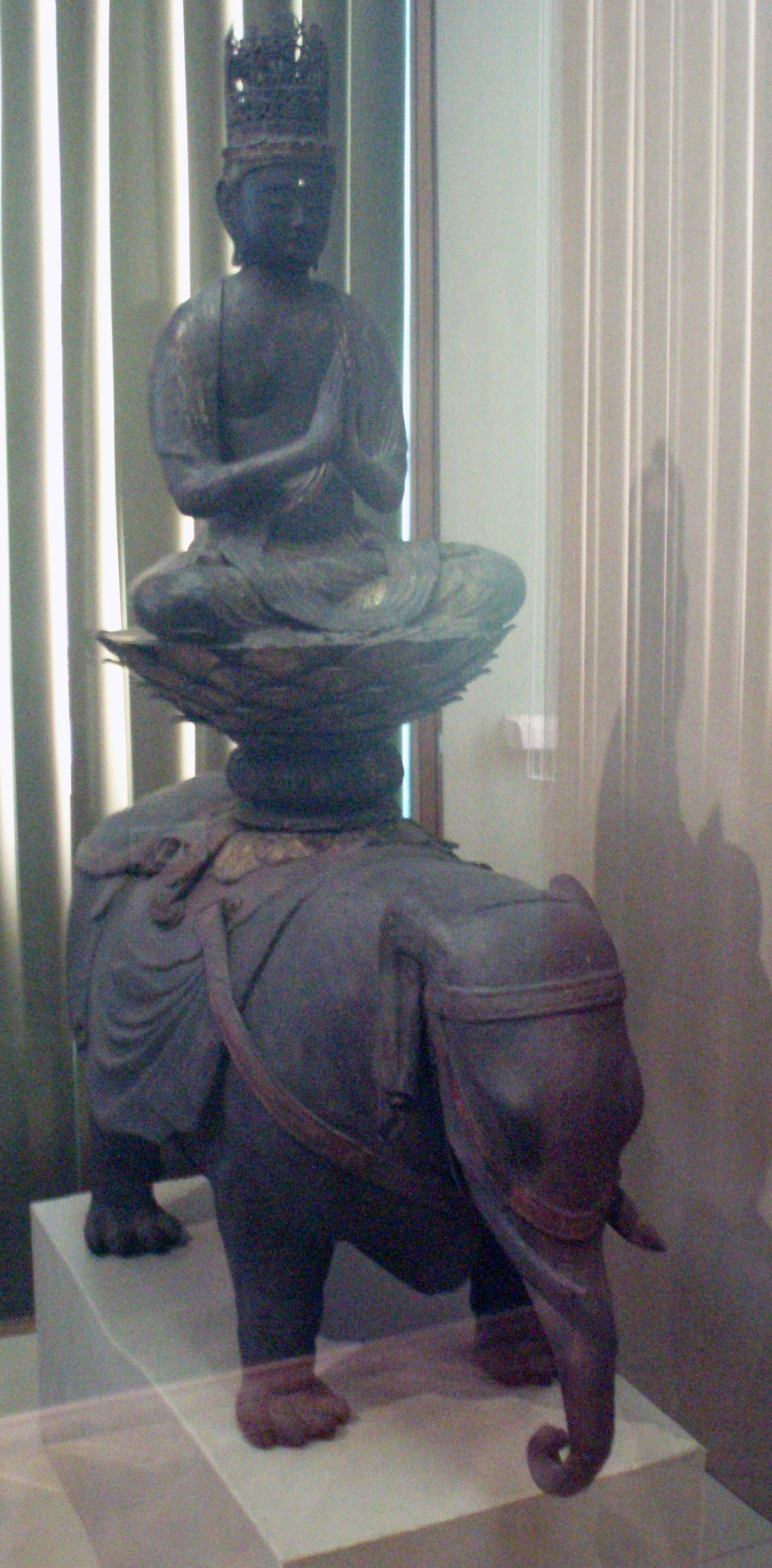
Бодхісаттва Фуген на слоні. XII століття. Дерево. 103 див. Державний музей мистецтва народів Сходу

Бодгісаттва Самантабхадра (санскр. समन्तभद्रसमन्तभद्र, «всевеликодушний», «всеблагий», кит. спр. 普賢, акад. Пусянь, яп. 普賢 (ふげん), Фуген), також Вішвабхадра — бодгісаттва дгарми, що уособлює Повне Співчуття, мудрість сутнісної самості (не плутати з атманом, в буддизмі постулюється відсутність атмана — теорія «анатмавада»). Самантабхадра є покровителем тих, хто вивчає дгарму (буддійське вчення), втілює силу трансцендентної мудрості-праджні, вчить, що практика так само важлива, як роздуми і медитація.
Поряд з бодгісаттвою Манджушрі вважається легендарним сподвижником Будди Гаутами, покровителем Сутри Лотоса.
Часто іконографічно зображується сидячи верхи на білому слоні, тримає у руці квітку лотоса — символ чистоти.